# 大阪歯科大学歯科技工士専門学校
大阪歯科大学歯科技工士専門学校（おおさかしかだいがくしかぎこうしせんもんがっこう）は、大阪府枚方市にあった歯科技工士を養成する専修学校。

## 沿革
- 1964年 - 大阪歯科大学附属歯科技工士養成所として開校
- 1967年 - 大阪歯科大学附属歯科技工士学校となる
- 1976年 - 専修学校となり現校名に変更
- 2018年 - 大阪歯科大学医療保健学部口腔工学科の設置に伴い閉校

## 学科
- 歯科技工士学科
- 歯科技工士専攻科

## 所在地
- 〒573-1144 大阪府枚方市牧野本町一丁目4番4号

最寄り駅は、京阪本線牧野駅